# Млини фірми «Пікандз Мазер»
Млини фірми «Пікандз Мазер»
Фірма «Пікандз Мазер» (Pickands Mather Group) в кінці ХХ ст.. мала п'ять залізорудних фабрик, на яких переробляла більше 90 млн т сирої руди і виробляла понад 28 млн т високоякісних котунів щорічно. На чотирьох фабриках застосовувалося мокре самоподрібнення. Концентрати самоподрібнення становили 60 % всієї продукції фірми. Дві фабрики розташовані у Канаді, одна — в Австралії, одна — у США. Оскільки родовища сильно розрізняються за потужністю і складом руд, то й фабрики сильно розрізнялися за масштабами і конструкціями.

## Загальний огляд
Рудник «Вобуш». «Вобуш» — перша фабрика з млинами самоподрібнення, побудована фірмою «Пікандз Мазер», і одна з перших в Північній Америці. Продуктивність збагачувальної фабрики рудника «Скуллі», розташованої біля м. Вобуш, 19 млн т на рік сирої руди. Джерелом сировини є розташоване в південно–західному Лабрадорі кварцево–гематитове родовище площею 14,24 км2 із запасами 400 млн т в перерахунку на концентрат. В крихкій кварцево–гематитовій руді з середнім вмістом 36 % заліза в меншій кількості є магнетит, лімоніт і гематит. Марганець в руді представлений у вигляді піролюзиту, який знаходиться у вільних зернах або в зростках з гематитом. Основним мінералом пустої породи є кварц, присутній у вигляді вільних зерен у гематитовій руді. Проектна продуктивність фабрики 5,8 млн т/рік концентрату. У 1968 р. фабрику розширили до продуктивності 6 млн т/рік. У циклі подрібнення було встановлено шість млинів розміром 7,3 × 2,4 м. Привод кожного млина мав двоступеневу редукторну передачу і один асинхронний двигун потужністю 1500 кВт і частотою обертання 900 хв.–1.
Рудник «Севідж Рівер». Наступною фабрикою з млинами самоподрібнення, спроектованою і контрольованою фірмою «Пікандз Мазер», є «Севідж Рівер» в Тасманії (Австралія). Родовище «Севідж Рівер» представлено магнетит–сульфідно–силікатними рудами, що перешаровуються з вулканічними породами і серпентинітами, залеглими в докембрійських сланцях. Експлуатація копальні розпочата після розробки економічної та надійної системи транспортування концентратів з рудників на фабрику і в порт, розташований на відстані 80 км. Для транспорту використаний пульпопровід для залізорудної пульпи протяжністю 84 км. Система подрібнення адаптована до вимог пульпопроводу.
Найважливішими параметрами є крупність і гранулометричний склад продуктів подрібнення.
Перша стадія подрібнення здійснюється в двох млинах повного самоподрібнення розміром 9,8 × 3,7 м з приводом потужністю 6100 кВт, друга стадія — у двох кульових млинах, що працюють в замкнутому циклі з грохотом для контролю крупності частинок, що диктується умовами нормальної роботи пульпопроводу. Крупний клас після першої стадії подрібнення подається на окремий грохот, потім на суху магнітну сепарацію для видалення з циркулюючого потоку немагнітних частинок.

## Привод
Вибір привода — важливий фактор при конструюванні та проектуванні млинів. Приводи з одним двигуном потужністю 1306 кВт для млинів діаметром 7,3 м, встановлених на фабриці «Вобуш», не викликали труднощів при проектуванні, хоча в той час (1963 р.) застосування синхронного двигуна з відносно високою частотою обертання (900 хв–1) і двоступеневою передачею було унікальним. Єдине ускладнення викликала пневматична муфта, встановлена між синхронними двигунами з низьким обертовим моментом і першим ступенем редуктора. Початковий вибір муфти забезпечував досить короткий проміжок часу прискорення між максимально допустимим часом, виходячи з умов термічної стійкості муфти, і мінімально необхідний час для запобігання перевищення відносно низького граничного перевантажувального моменту синхронного двигуна. За такої умови млин повинен повністю розвантажуватися перед зупинкою, щоб при запуску муфта не перегрівалася. Було вирішено збільшити її розміри і термостійкість.

Привод млина, розроблений фірмою «Філадельфія» (США): 1 – синхронні електродвигуни; 2 – зубчастий вінець, 3 – первинна передача; 4 – муфта; 5 – торсійна балка.

Подальші дослідження показали, що використання двигунів з коефіцієнтом потужності 0,8 виявилося неекономічним. Економія досягається при роботі з коефіцієнтом потужності 1,0, так як споживана потужність збільшувалася до 1500 кВт і, отже, продуктивність млина підвищувалася до 377 т/год.
Перехід від привода 1306 кВт («Вобуш») до 4500 кВт («Севідж Рівер») вимагав глибокого дослідження і аналізу наступних факторів: великий пусковий струм в період запуску; можливості фірми з виготовлення вузлів привода; розподіл навантаження при використанні для привода декількох двигунів; ризик при екстраполяції конструктивних факторів для нового обладнання.
Після цього фірми–виробники запропонували використовувати привод з двома двигунами, що працюють на одну зубчасту передачу. Це викликало труднощі, пов'язані з розподілом навантаження в разі застосування синхронних двигунів, особливо двигунів з низьким обертовим моментом, що потребує установку муфт. Фірма «Пікандз Мазер» провела дослідження з встановлення безредукторних приводів, асинхронних двигунів з низьким і високим крутним моментом, з муфтами і без них, короткозамкнутих асинхронних двигунів з фазним ротором і різних систем передач–2–і 4–шестерні з двома і чотирма двигунами (рис.).

## Двигуни

Незважаючи на великі капітальні витрати, фірма «Пікандз Мазер» вибрала варіант привода з асинхронними двигунами, що мають фазний ротор і частоту обертання 700—900 хв–1 з використанням рідинного реостата і двох зубчастих редукторів. Така схема забезпечує: автоматичний розподіл навантаження при запуску і під час роботи; плавне прискорення та мінімальний перехідний крутний момент у передачі під час пуску; простоту і зручність обслуговування; високу надійність; прийнятні капітальні та експлуатаційні витрати.
Враховуючи, що на фабриці встановлюється декілька ліній великого устаткування, позапланові простої якого призводять до великих втрат виробництва, першорядним фактором стає висока надійність обладнання. Двигуни з фазним ротором задовольняють всім зазначеним вимогам, за винятком капітальних витрат. Однак при запланованому терміні служби цього обладнання завищені капіталовкладення окупаються за рахунок зниження витрат на обслуговування і високого коефіцієнта використання цієї системи привода. Важливий фактор, який необхідно враховувати, полягає в тому, що через додатковий період плавного пуску, забезпечуваного двигунами з фазним ротором, напруження в зубчастій передачі мінімальні. Це дало можливість проектувальникам більш точно визначити термін служби вузлів привода, знизити капітальні витрати.
Характеристика млинів самоподрібнення фірми «Пікандз Мазер»

## Зубчасті передачі
Зубчасті передачі для зазначених приводних систем великих млинів потребували нового підходу до проектування, монтажу та експлуатації.
До 1968 р. діаметр зубчастої шестерні 7,25 м вважався максимальним при виготовленні обладнання з обмеженою до 3000 кВт потужністю, переданою шестернями. Сучасна технологія розширила ці межі до діаметра більше 12 м і потужності більше 5000 кВт. Для остаточного вибору вузлів привода було проведено всебічний аналіз приводної системи та її елементів. Визначено, що для млинів фабрики «Хіббінг Тако–найт» була потрібна установка пружної муфти між двигунами та редуктором.
Труднощі, які виникли на фабриці «Хіббінг Такопайт» при використанні верхніх комплектів зубчастих передач діаметром 12 м, викликані не недоліками їх конструкцій, а недосконалістю методів виготовлення.
Сучасні стандарти на зубчасті передачі млинів, мабуть, не цілком задовольняють запити проектувальників і фірм–виробників такого розміру обладнання. Більш високі контактні напруження, швидкості ковзання та інерції у приводній системі вимагають більш складних конструктивних рішень і стандартів, ніж зубчасті передачі приводів меншої потужності.
Дуже важливою для великих зубчастих передач є центровка. Раніше прийнятий метод, що забезпечує хороше статичне центрування, неприй-нятний, оскільки контакт зубців під час роботи змінюється. Центрування повинне бути задовільним при повних динамічних навантаженнях. Найбільш прийнятною для цієї роботи виявилася інфрачервона камера, за допомогою якої можна вимірювати температуру зубців шестерні при роботі з максимальною швидкістю повністю завантаженого млина. Температура вимірюється по всій ширині шестерні і видається градієнт, який безпосередньо пов'язаний з розподілом навантаження по ширині зубця, що є функцією центрування. При температурному градієнті до 6°С по ширині шестерні центровка витримується в межах 0,05 мм; при градієнті 6–11° С центровка порушується і потрібна її корекція. Встановлюється взаємозв'язок між відхиленням центрування по всій ширині зубця і температурним градієнтом, що необхідно для регулювання шестерні. На практиці слід перевіряти площу і форму контакту між зубцями шестерні та зубчастого колеса.
Крім того, через високу вартість цих великих зубчастих передач, елементів привода, а також непланових простоїв, фірма «Пікандз Мазер» розробила програму спостереження та профілактичного огляду, що забезпечує безперервність роботи. Кожну зміну ведуться спостереження за системою змащення для запобігання забивання форсунок і порушення розподілу масла. Щодня за допомогою строб–імпульсного світла перевіряються контакти зубців з метою виявлення дефектів. Зубчасті колеса частково очищаються кожні 6 міс., оглядаються всі зубці. Нарешті, зубчасті колеса повністю очищаються щорічно, кожен зубець оглядається і вибірково перевіряється методами неруйнівного контролю. Наприклад, методом заснованим на проникності магнітних частинок, або нанесенням фарби на підозрілу ділянку, де можливі приховані дефекти, що призводять до руйнування зубців.

## Підшипники й мастило
Застосовується три різних типах систем корінних підшипників. Для млинів меншого розміру придатні звичайні одновкладишні підшипники з кутом охоплення 120° і кільцями з автоматичним мастилом. Однак для більш великих млинів потрібна установка цапф великого діаметра для підтримки великої маси млина та рудного завантаження. При відносно короткій цапфі тиск на одиницю поверхні дуже високий. Млини діаметром 9,8 м мають гідростатичні підшипники з бронзовими вкладишами з кутом охоплення 120°, двома мастильними кишенями внизу, які в основному підтримують цапфу на масляній планці товщиною 0,154–0,254 мм, що безперервно поповнюються спеціальними насосами під тиском 4000–5000 кПа. Литі сталеві цапфи з відносно тонкою нежорсткою стінкою зумовили необхідність зміни конструкції перших підшипників, щоб можна було зробити центровку вкладиша до цапфи в навантаженому стані та забезпечити відповідний зазор між цапфами і вкладишем по всій площі контакту. При такому регулюванні термін служби підшипників збільшується, теоретично вони не стираються, так як відсутній контакт між цапфою і вкладками під час роботи.
Єдиним недоліком підшипників такого типу є необхідність безперервної роботи насосів під високим тиском для подачі масла в мастильні кишені вкладишів. Знос насоса пропорційний тиску і кількості домішок в маслі. Практика показала, що перші насоси виявилися ненадійними. Через поломки вийшло з ладу кілька підшипників. Фірма «Пікандз Мазер» розробила систему фільтрації масла з використанням фільтрів, в яких затримуються частинки розміром 15 мкм. Це вирішило проблему зносу насосів, і сьогодні така конструкція застосовується для млинів з більшим діаметром.
У третьому підшипнику застосовуються чотири поворотних сегмента, футерованих бабітом. Мастило їх гідродинамічне з гідростатичним підйомом при запуску і зупинці. Хоча питомий тиск відносно високий і утворений масляний клин має товщину лише 0,04 мм, поворотний пристрій дозволяє кожному сегменту точно самовстановлюватися відповідно поверхні цапфи і підтримувати рівномірний тиск по всій поверхні підшипників. Сегменти точно обертаються по центру, і це забезпечує обертання млина в двох напрямках. Термін служби таких підшипників тривалий. Можливість обертання млина у двох напрямках є додатковою перевагою привода з двома двигунами. При цьому, фундаменти під підшипники шестерні повинні проектуватися з розрахунком прийняття навантажень, спрямованих вгору.
Додаткові витрати для забезпечення обертання млина в будь–якому напрямку полягають в електричному пусковому обладнанні. З механічної точки зору цей пристрій має кілька позитивних моментів, включаючи можливість використання обох зубців передач, рівномірний знос підшипників і цапф.
Недоліком двостороннього обертання є обмеження продуктивності, стримуваної високим рівнем пульпи у млині при установці прямосторонніх радіальних ліфтерів, які менш ефективні, але необхідні для двобічного обертання.